# Alosa de Stark
L'alosa de Stark (Spizocorys starki) és una espècie d'ocell de la família dels alàudids (Alaudidae) que habita zones àrides del sud-oest d'Angola, Namíbia, sud-oest de Botswana i nord-oest de Sud-àfrica.